# Bickesheim
Bickesheim heißt der nördliche Teil der Gemeinde Durmersheim (Landkreis Rastatt, Baden-Württemberg).

## Geschichte
Zahlreiche Funde weisen auf eine alte Siedlung hin, die von der späteren Bronzezeit, der so genannten Urnenfelderkultur (ca. 1300–750 v. Chr.) an bis in die Spätantike durchgängig besiedelt gewesen zu sein scheint. Aus der Zeit nach der Völkerwanderung gibt es Funde aus merowingischer und karolingischer Zeit. Bei Arbeiten am Federbach in den frühen 1930er Jahren fand man mehrere mittelalterliche Einbäume, die aus dem 10. und 11. Jahrhundert herrühren. Aus dieser Zeit gibt es auch die ersten urkundlichen Erwähnungen über Bickesheim, diese sind nur bruchstückhaft und ermöglichen es nicht, eine zusammenhängende Geschichte zu rekonstruieren. Um 1065 vermachte Samuel, Abt des im Elsass gelegenen Klosters Weißenburg, den Altären des Erlösers und der Muttergottes mehrere mit eigenem Geld erkaufte Knechtshöfe. Vier dieser Höfe lagen in Bugcheneshem womit möglicherweise Bickesheim gemeint ist (vielleicht aber auch einer der linksrheinischen Orte Bockenheim an der Weinstraße, Böchingen oder Buckenheim/Sarre-Union). Aus dem Jahr 1102 gibt es eine Erwähnung, die sich eindeutig auf Bickesheim bezieht, ebenso einige weitere aus dem 12. und 13. Jahrhundert. Erwähnt werden mehrfach Gutshöfe, niemals hingegen eine selbständige „Gemeinde“ Bickesheim. Insbesondere das Zisterzienserkloster Herrenalb wird mehrfach als Besitzer eines Hofes bei Bickesheim erwähnt, letztmals 1292.
Danach wurde die Besiedlung von Bickesheim aus unbekannten Gründen aufgegeben.

## Wallfahrtskirche

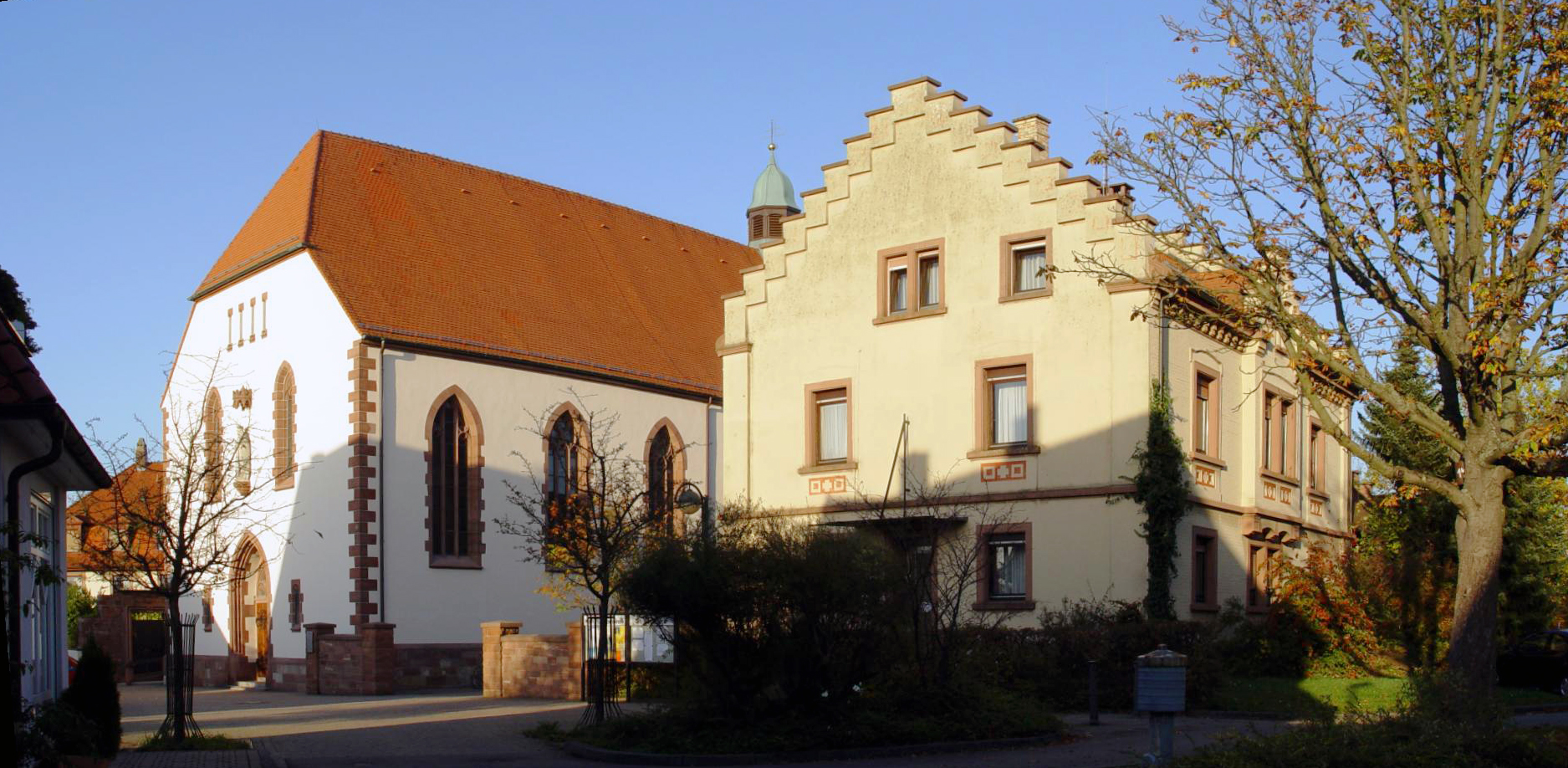
Maria Bickesheim

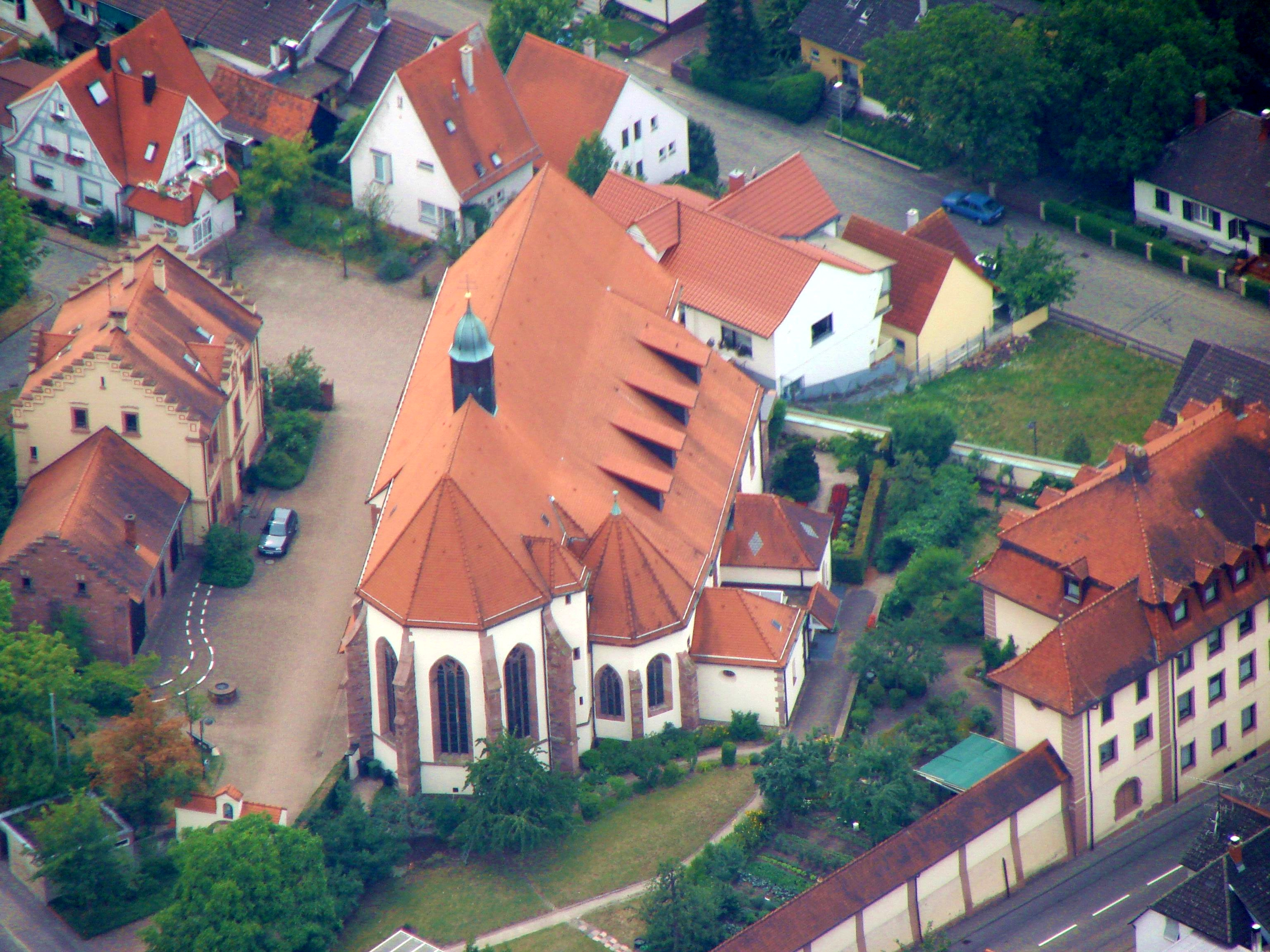
Kloster Maria Bickesheim Luftbildaufnahme

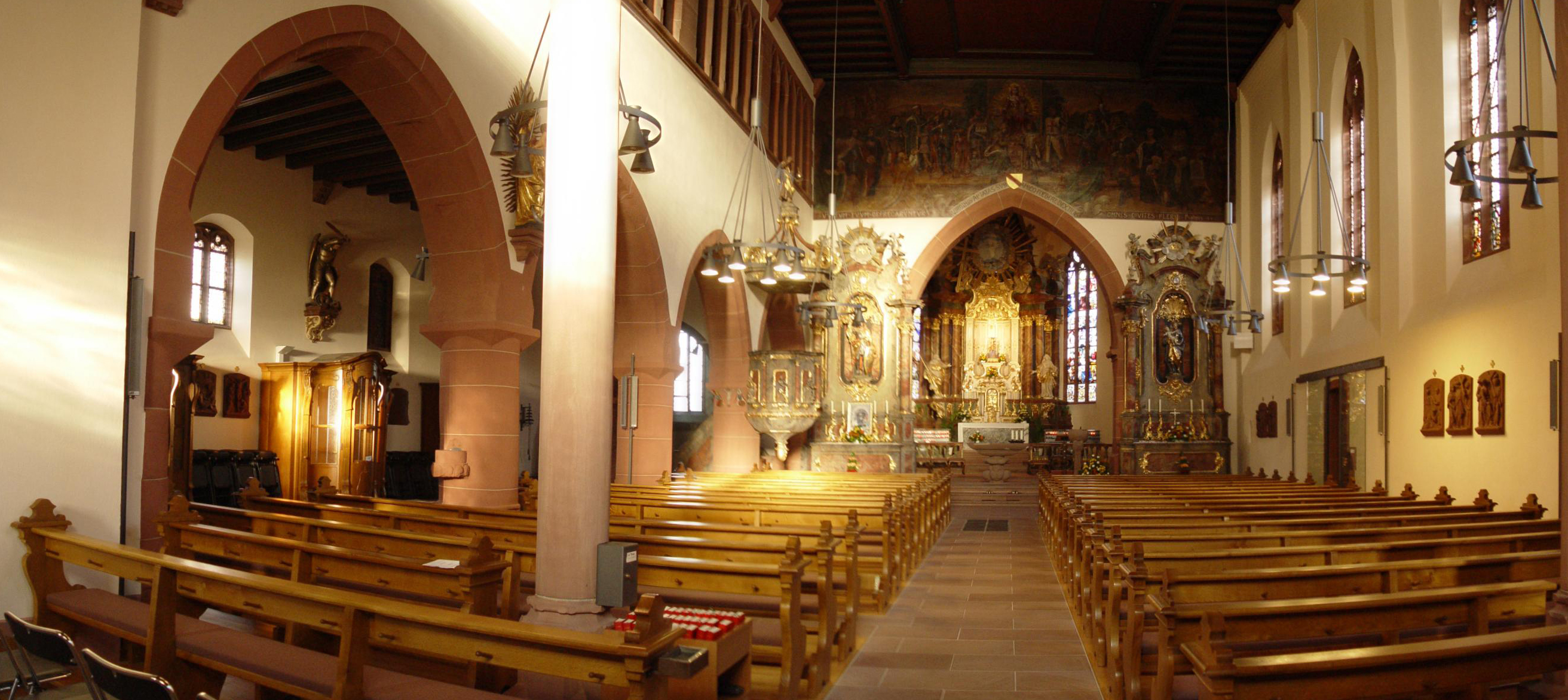
Innenraum der Kirche

Erhalten blieb die Wallfahrtskirche Maria Bickesheim, deren älteste erhaltene Bauteile bis ins 13. Jahrhundert zurück reichen. Ob die Kirche ursprünglich etwas mit der Siedlung „Bickesheim“ zu tun hatte, ist daher unklar (die genannten Funde wurden alle mehrere hundert Meter nördlich der Kirche gemacht, nicht bei der Kirche selbst). Aus dem Jahr 1459 berichtet eine Urkunde des Papstes Pius II., die Kirche sei „extra habitationem hominum constructa“, d. h. „außerhalb der Wohngegend von Menschen erbaut“ bezeichnet – folglich gab es damals keine Siedlung bei Bickesheim mehr.
Die Kirche scheint ein gemeinsames Projekt der Grafen von Eberstein (die in der Gegend reich begütert waren und auch das bereits erwähnte Kloster Herrenalb gestiftet hatten) und der Markgrafen von Baden (die damals ihr Herrschaftsgebiet in die Gegend von Bickesheim ausdehnten) gewesen zu sein. Davon zeugt ein badisch-ebersteinisches Allianzwappen an einer Säule der Kirche, das an Markgraf Rudolf I. und seine Gemahlin Kunigunde von Eberstein erinnert. Doch wurde die Kirche im 13. Jahrhundert nicht fertiggestellt, sondern blieb eine Bauruine: das Mittelschiff hatte nur ein Seitenschiff, der Hauptchor fehlte (wurde erst im 15. Jahrhundert angefügt) und das Äußere der Kirche, besonders der Haupteingang, blieb schmucklos. Das Fehlen eines Glockenturmes (die Kirche hat bis heute nur einen kleinen Dachreiter mit einer Glocke) deutet vielleicht auf Einfluss der Zisterziensermönche von Herrenalb hin, die in der Gegend ja Besitz hatten, denn die Zisterzienser errichteten laut Beschluss des Generalkapitels von 1157 ihre Kirchen ohne Glockentürme („turres lapidece ad campanas non fiant“). Im Mittelalter wurde die Kirche mit mehreren Pfründen ausgestattet, damals entstand wohl auch der bis heute mehrmals im Jahr stattfindende Jahrmarkt. Inwieweit die Kirche bereits damals als Wallfahrtskirche eine überregionale Bedeutung hatte, lässt sich nicht feststellen.
Während der Reformationszeit und dem mehrfachen Konfessionswechsel, dem die Markgrafschaft Baden-Baden unterworfen war, litt die Kirche sehr. Erst für die Gegenreformation, die Markgraf Wilhelm seit 1622 durchführte, bekam sie wieder Bedeutung. Die Seelsorge in der Kirche lag bei den Jesuiten, die in Ettlingen eine Niederlassung hatten; diese förderten auch massiv die Wallfahrt zur Gottesmutter von Bickesheim. Während der Barockzeit erfolgte ein neuer Innenausbau der Kirche und ein namentlich nicht bekannter Jesuitenpater verfasste 1747 die erste gedruckte Publikation über die Kirche und die Wallfahrt mit dem barocken Titel: Uhr-alte und Andächtige Verehrung der wunderthätigen Mutter Des ewigen Sohn Gottes zu Bickesheim / Unter dem Titul Allgemeine Zuflucht deren Nothleydenden / Vorgetragen in zwey Theil….
Nach der Aufhebung des Jesuitenordens durch Papst Clemens XIV. im Jahr 1773 wurde die Bickesheimer Kirche zunächst von der Stadtpfarrei Ettlingen, dann vom benachbarten Durmersheim aus betreut. Dafür wurden verschiedentlich Priester als Primissare und Benefiziaten angestellt, so im Jahr 1898 Engelbert Kleiser, der durch ein Augenleiden zunehmend erblindete und als der „Blinde Pfarrer“ in die Geschichte einging. Während seiner Amtszeit nahmen die die Wallfahrten ständig zu.

### 20. Jahrhundert
Zu Beginn des 20. Jahrhunderts wurde auch das Kirchenäußere einer gründlichen Renovation unterzogen, die fast einem Neubau gleichkam. In den Jahren 1908/09 wurde das Hauptschiff um 4,8 m nach Westen verlängert und erhielt eine neue Fassade, und auch das Nebenschiff bekam ein eigenes Portal. Die Decke des Hauptschiffes wurde um 3 m höher gesetzt und das Hauptschiff erhielt ein neues Dach. Im Dachstuhl des neuen Schleppdaches über dem Nebenschiff wurde eine große Empore mit Öffnungen im Obergaden zum Hauptschiff hin geschaffen. Über dem Triumphbogen des Hauptchores brachte Kunstmaler Wilhelm Ettle das „Historische Gemälde“ an; es stellt verschiedene Persönlichkeiten aus dem Hause Baden dar, die in besonderer Beziehung zur Bickesheimer Kirche standen. Dieses Aussehen hat die Kirche, die im 20. Jahrhundert noch mehrfach renoviert wurde, dann auch bis zum heutigen Tag erhalten. Zur Unterstützung der Wallfahrt gründete 1920 der Orden der Redemptoristen in Bickesheim eine Niederlassung. Diese bestand bis zur Auflösung des Konvents im September 2010. Als nach dem Zweiten Weltkrieg die Bevölkerung stark zunahm (nicht zuletzt durch den Zuzug vieler Heimatvertriebener, für die spezielle Wallfahrten gerade in Bickesheim stattfinden), dehnte sich die Gemeinde Durmersheim immer mehr nach Norden aus und die Gegend rund um die Kirche wurde zu einem Wohngebiet. Für das neu entstandene „Durmersheim Nord“ wurde die Bickesheimer Kirche, die bisher ausschließlich Wallfahrtskirche war, zur dauerhaften Seelsorgestation und 1965 zur Pfarrkuratie unter dem Patronat „Zum seligen Bernhard von Baden“ (den die Legende mit der Kirche in Verbindung bringt; authentische Urkunden über seine Beziehung zu Bickesheim gibt es nicht). Am 1. Mai 1990 konnte die Kuratie auf 25 Jahre ihres Bestehens zurückblicken und wurde aus diesem Anlass durch den Freiburger Erzbischof Oskar Saier zur ordentlichen Pfarrei mit dem Patrozinium „St. Bernhard“ erhoben.